# Meunasah Krueng (Lhoksukon)
Meunasah Krueng is een bestuurslaag in het regentschap Aceh Utara van de provincie Atjeh, Indonesië. Meunasah Krueng telt 177 inwoners (volkstelling 2010).